# Johann Holztrattner
Johann Holztrattner (* 25. August 1945 in Puch bei Hallein) ist ein ehemaliger österreichischer Politiker (SPÖ) und Abgeordneter zum Salzburger Landtag. Holztrattner war von 2004 bis 2008 1. Landtagspräsident. 

## Ausbildung und Beruf
Holztrattner erlernte nach dem Besuch der Pflichtschule den Beruf des Steinmetzes. Er leistete den Präsenzdienst ab und war danach Praktikant bei der Marmorindustrie Kiefer. Ab Jänner 1968 war er für die Wiener Allianz im Dienstleistungsbereich tätig, 1973 trat er bei der Salzburger Landesversicherung ein, bei der er ab 1988 beschäftigt war. Zudem gründete Holztrattner mit seinem Bruder 1984 die Firma Autokarosserie Design Holztrattner in Puch.

## Politik
Holztrattner trat 1963 der SPÖ bei und war ab 1979 Gemeinderat und Fraktionsvorsitzender der SPÖ in Elsbethen. Er war innerparteilich ab 1982 Mitglied des Bezirksvorstandes der SPÖ Flachgau und übernahm 1989 das Amt des er Bezirksvorsitzenden, das er bis 2001 innehatte. Holztrattner wurde am 8. Juli 1992 als Abgeordneter im Salzburger Landtag angelobt und wurde am 27. April 1999 zum 2. Landtagspräsidenten gewählt. Nach dem plötzlichen Tod von Landtagspräsident Helmut Schreiner war Holztrattner vom 26. September 2001 bis 24. Oktober 2001 geschäftsführender Landtagspräsident. Nach dem Wahlerfolg der SPÖ bei der Landtagswahl in Salzburg 2004 wurde Holztrattner am 28. April 2004 zum 1. Landtagspräsidenten gewählt. Während der Amtszeit war mehrmals kolportiert worden, das Holztrattner sein Amt nach der Hälfte der Amtszeit an Gudrun Mosler-Törnström  übergeben hätte sollen. Trotz einer internen Vereinbarung, hätte Holztrattner jedoch sein Amt nicht aufgeben wollen. Holztrattner trat letztlich überraschend mit dem 17. Dezember 2008, kurz vor Ende der Gesetzgebungsperiode, von seinem Amt zurück.

## Privates
Holztrattner wurde als viertes Kind von Franz und Martina Holztrattner geboren. Er ist verheiratet und Vater von zwei Kindern. 

## Auszeichnungen
- 2002: Großes Silbernes Ehrenzeichen mit dem Stern für Verdienste um die Republik Österreich[2]